# ヘルマン・ボイマー
ヘルマン・ボイマー（ドイツ語：Hermann Bäumer， 1965年1月28日 – ）は、ドイツ生まれのバストロンボーン奏者であり、またオスナブリュック市立劇場管弦楽団（オスナブリュック交響楽団）の音楽総監督を務めるなど、指揮者としても活躍する人物である。

## 略歴
- 1965年 ドイツのビーレフェルトに生まれる。
- デトモルト音楽大学に入学、ハインツ・ファーデル教授に師事。
- 1987年　バンベルク交響楽団 バストロンボーン奏者
- 1991年　アンサンブル・ブラス・パルトウト 指揮者
- 1992年　ベルリン・フィルハーモニー管弦楽団 バストロンボーン奏者
- 2004年　ベルリン・フィルハーモニー管弦楽団を退団、オスナブリュック交響楽団音楽監督に就任
- 2011年　2011/12シーズンよりマインツ州立フィルハーモニー管弦楽団首席指揮者およびマインツ州立劇場音楽監督

## 人物
- 西ドイツ青少年音楽祭において数々の賞を受賞。
- 本業のバストロンボーンのほかにテナートロンボーンも吹きこなす。
- 指揮者としても活動する。デトモルト音楽大学とライプツィヒ音楽大学にて、主にオペラの指揮法を学ぶ。以後、数々の楽団において客演している
- 1982年、ドイツ人トロンボーン奏者の代表格であるオラフ・オットらと共に、トリトン・トロンボーン四重奏団を結成、バストロンボーンを担当。

## 指揮者としての主な活動
- 1991年、ドイツ国内の青少年オーケストラから優秀な奏者を集めた楽団、アンサンブル・ブラス・パルトウトでタクトを振り、指揮者としての活動を始める。
- 2007年8月29日、ボイマーはオスナブリュック交響楽団を率いてイランの首都テヘランにおいて公演を行った。このイランでの西洋クラシック音楽の公演は1979年に起きたイラン革命以来初の事例であり、異例の出来事に話題を呼んだ。